# Kreis Dannenberg
| Basisdaten                                          | Basisdaten           |
| --------------------------------------------------- | -------------------- |
| Preußische Provinz                                  | Hannover             |
| Regierungsbezirk                                    | Lüneburg             |
| Verwaltungssitz                                     | Dannenberg           |
| Fläche                                              | 454 km² (1925)       |
| Einwohner                                           | 13.317 (1925)        |
| Bevölkerungsdichte                                  | 29 Einw./km² (1925)  |
| Gemeinden                                           | 102 (1910) 81 (1932) |
| Lage des Kreises Dannenberg in der Provinz Hannover |                      |
|                                                     |                      |

Der Kreis Dannenberg war von 1885 bis 1932 ein Landkreis in der preußischen Provinz Hannover. Der Kreissitz war in der Stadt Dannenberg.

## Geschichte
Der Kreis Dannenberg wurde 1885 aus der selbständigen Stadt Dannenberg und dem Amt Dannenberg gebildet. Am 1. Oktober 1932 wurde der Kreis Dannenberg mit dem benachbarten Kreis Lüchow zu einem neuen Landkreis zusammengeschlossen, der zunächst wieder Dannenberg hieß und 1951 in Lüchow-Dannenberg umbenannt wurde.

## Landräte
- Ernst Albers  (1885–1888)
- Felix Krahmer (1888–1899)
- Walter Rehfeld (1900–1920)
- Wolf von Tettau (1920–1932)[1]

## Einwohnerentwicklung
| Einwohner        | 1890   | 1900   | 1910   | 1925   |
| ---------------- | ------ | ------ | ------ | ------ |
| Kreis Dannenberg | 14.237 | 13.663 | 13.560 | 13.317 |

## Gemeinden
Die folgende Liste enthält alle Gemeinden, die dem Kreis Dannenberg angehörten. Die mit 1) gekennzeichneten Gemeinden wurden 1928/29 in größere Nachbargemeinden eingegliedert.
|  | Bahrendorf Barnitz1) Bellahn1) Braasche Brandleben1) Bredenbock Breese an der Göhrde Breese im Bruche Breese in der Marsch Breselenz Breustian Bückau Dambeck1) Damnatz Dannenberg Darzau Drethem Fließau Glienitz Göhrde Govelin | Grabau Grippel1) Groß Gusborn Groß Heide Gülden Gümse1) Harlingen Hitzacker Jameln Kacherien1) Kähmen Karwitz Keddien1) Klein Gusborn Klein Heide Klein Kühren Kollase1) Laase Landsatz Langendorf Langenhorst | Lenzen1) Liepe Lüggau Marwedel1) Mehlfien Metzingen Middefeitz Mützingen Nausen1) Nebenstedt Neu Darchau Neu Dötzingen1) Niendorf Niestedt1) Penkefitz Pisselberg Platenlaase Plumbohm Prabstorf Predöhl Prepow | Pretzetze1) Prisser Pudripp Pussade1) Quarstedt Quickborn Riebrau Riskau Sammatz Sarchem Sarenseck Schaafhausen Schmardau Schmarsau1) Schmessau Schutschur Seedorf1) Seerau Sellien Siemen Sipnitz1) | Soven Splietau Spranz1) Streetz Teichlosen Thunpadel Tiesmesland1) Tießau Timmeitz Tollendorf Tramm1) Tripkau Volkfien Wedderien Wibbese Wietzetze Wussegel Zadrau Zernien |

Bis zu ihrer Auflösung in den 1920er Jahren bestanden im Kreis Dannenberg außerdem mehrere Gutsbezirke und Forstbezirke.